# Convento de San Antonio (Vitoria)
El convento de San Antonio, cuya verdadera advocación es de La Purísima Concepción, está ubicado en la peatonal plaza del General Loma de la ciudad española de Vitoria. Edificio construido en el siglo XVII en estilo barroco clasicista, lo habita una comunidad de monjas clarisas, funcionando la iglesia como una parroquia de culto regular.

## Historia
El edificio, dedicado a la Purísima Concepción de María, fue fundado en 1608 a iniciativa de Mariana Vélez Ladrón de Guevara, I condesa de Triviana y viuda de Carlos de Álava, quien cuatro años antes dejó en su testamento el dinero, 1150 ducados, para las obras. Se contrató, para ello a los canteros trasmeranos Juan Vélez de la Huerta y su hijo, Pedro, quienes terminaron el edificio en 1622. Ubicado extramuros de la ciudad, el Convento fue habitado inicialmente por religiosos Franciscanos Recoletos. En 1855 el Ayuntamiento lo cedió a las hermanas Clarisas. De la fábrica original sólo se conserva la iglesia; el edificio conventual propiamente dicho es un inmueble moderno.

## Descripción

### Arquitectura exterior
La fachada, equilibrado ejemplo de la arquitectura clasicista, austera y sin sobrecarga decorativa, de los primeros años del siglo XVII y de claras influencias herrerianas, está enmarcada por dos gruesas pilastras lisas de orden dórico apenas sobresalidas del hastial. La misma se divide en tres cuerpos.
El inferior consta de tres puertas enrejadas de arco de medio punto, más ancha la central, separadas por dos columnas de tipo dórico-toscano. Las mismas sostienen un frontispicio saledizo en semicírculo del que emergen tres pedestales rematados en bolas. A sus flancos, y sobre las puertas laterales, se abren dos hornacinas que cobijan esculturas de San Francisco de Asís y San Antonio de Padua atribuidas al artista vallisoletano Gregorio Fernández.
El cuerpo central se compone de una ventana coronada con arquitrabe rematado en pivotes embolados y en los laterales los escudos de los nobles fundadores del cenobio, los Álava y los Guevara, timbrados de marqués y cuartelados. El cuerpo superior consiste en un frontón triangular con óculo central.

### Interior y mobiliario
La portada da acceso a un atrio cubierto por bóveda de medio cañón con lunetos sostenida por dos arcos de medio punto que sirve de sostén al coro de las monjas. En este reducido espacio se sitúa, adosado a la pared de la izquierda, un gran escudo pétreo de estilo barroco con el blasón de la Orden Franciscana procedente del desaparecido Convento de San Francisco.
La iglesia, de moderadas proporciones, es un edificio de planta rectangular compuesto de tres naves, la central más alta que las laterales, transepto de profundidad equivalente a la de las naves laterales, cúpula sobre el crucero y la cabecera con la Capilla Mayor. Las naves se dividen en cuatro cuerpos, dos de ellos ocupados por el coro, y están guarnecidas con altares.
La techumbre consiste en una bóveda de medio cañón con arcos fajones y lunetos. La cúpula se apoya en pechinas, cada una de las cuales lleva pintado el busto de uno de los cuatro grandes Doctores de la Iglesia, y toda ella está pintada al fresco, representando la apoteosis de la Inmaculada Concepción. Esta obra pictórica se atribuye al pintor vitoriano Sabino Ruiz.
El Retablo Mayor es una sencilla mazonería dorada de estilo barroco clasicista, con zócalo-predela, cuerpo central de tres calles y cuerpo superior semicircular. En él se distribuye, en hornacinas, estatuaria de la Purísima Concepción (cuerpo central), San Francisco de Asís (derecha), Santa Teresa de Jesús (izquierda) y Santa Clara de Asís (cuerpo superior).
En el brazo del transepto correspondiente al lado de la Epístola (derecha) se sitúa la Capilla de San José, con sencillo altar presidido por una imagen del santo llevando de la mano al Niño Jesús; en el lado opuesto, en el Evangelio, está la Capilla de la Soledad, hoy ocupada por un Ecce Homo de gran tamaño tallado con estilo anguloso y policromía de tonos oscuros.
De los seis altares laterales, sólo contienen retablo dos, los situados en el eje central de la nave. En el lado del Evangelio está la Capilla dedicada San Antonio de Padua, cuyo retablo posee una imagen de bulto redondo del santo con el Niño Jesús en sus brazos; esta imagen suscitó tal devoción popular que dio nombre al Convento, desplazando a la verdadera advocación, que es la de la Purísima Concepción. A su frente, en el lado de la Epístola, se encuentra la Capilla de Nuestra Señora de los Remedios; ésta cobija una imagen sedente de la Virgen, obra medieval tardía procedente del citado Convento de San Francisco.

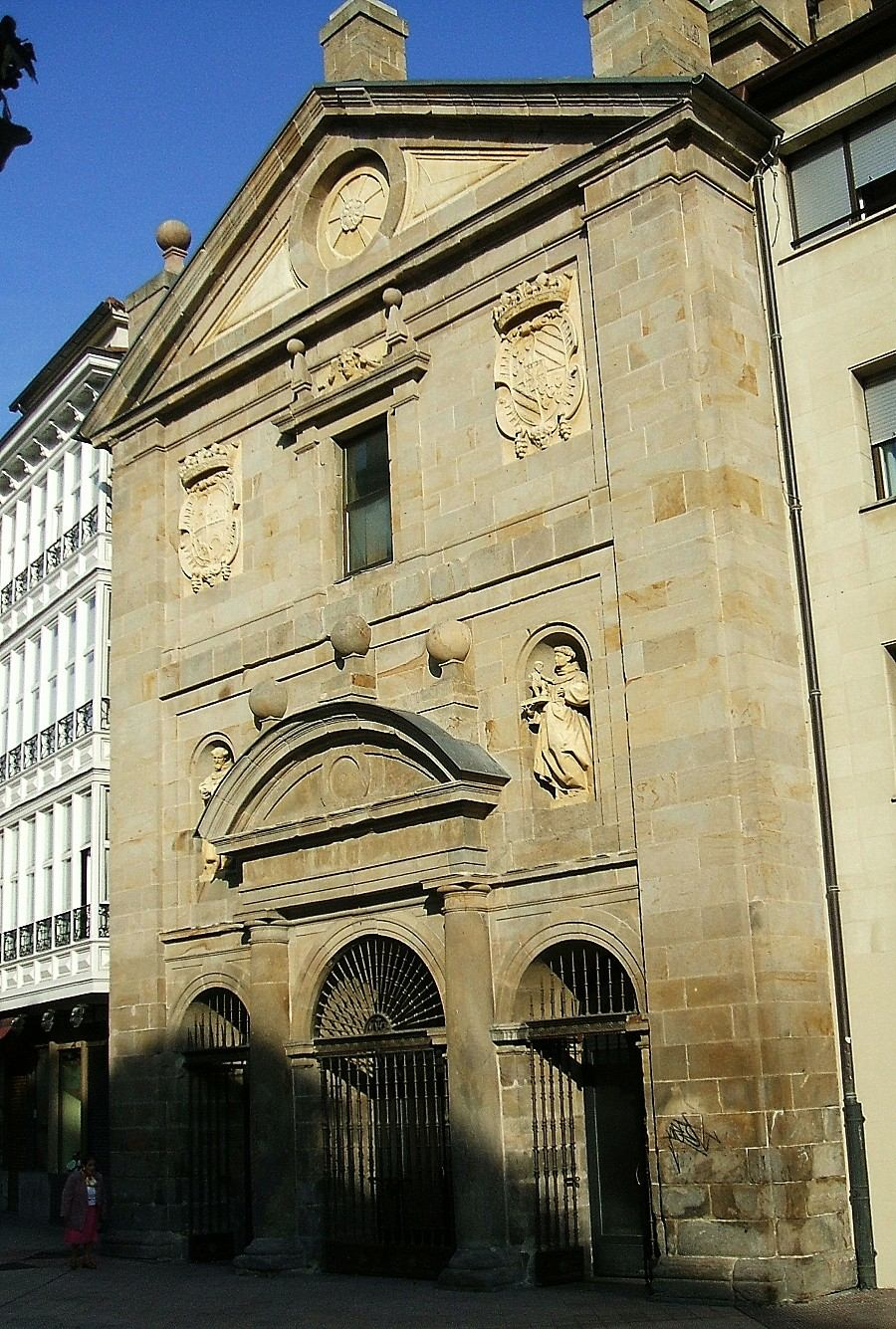
Fachada barroca
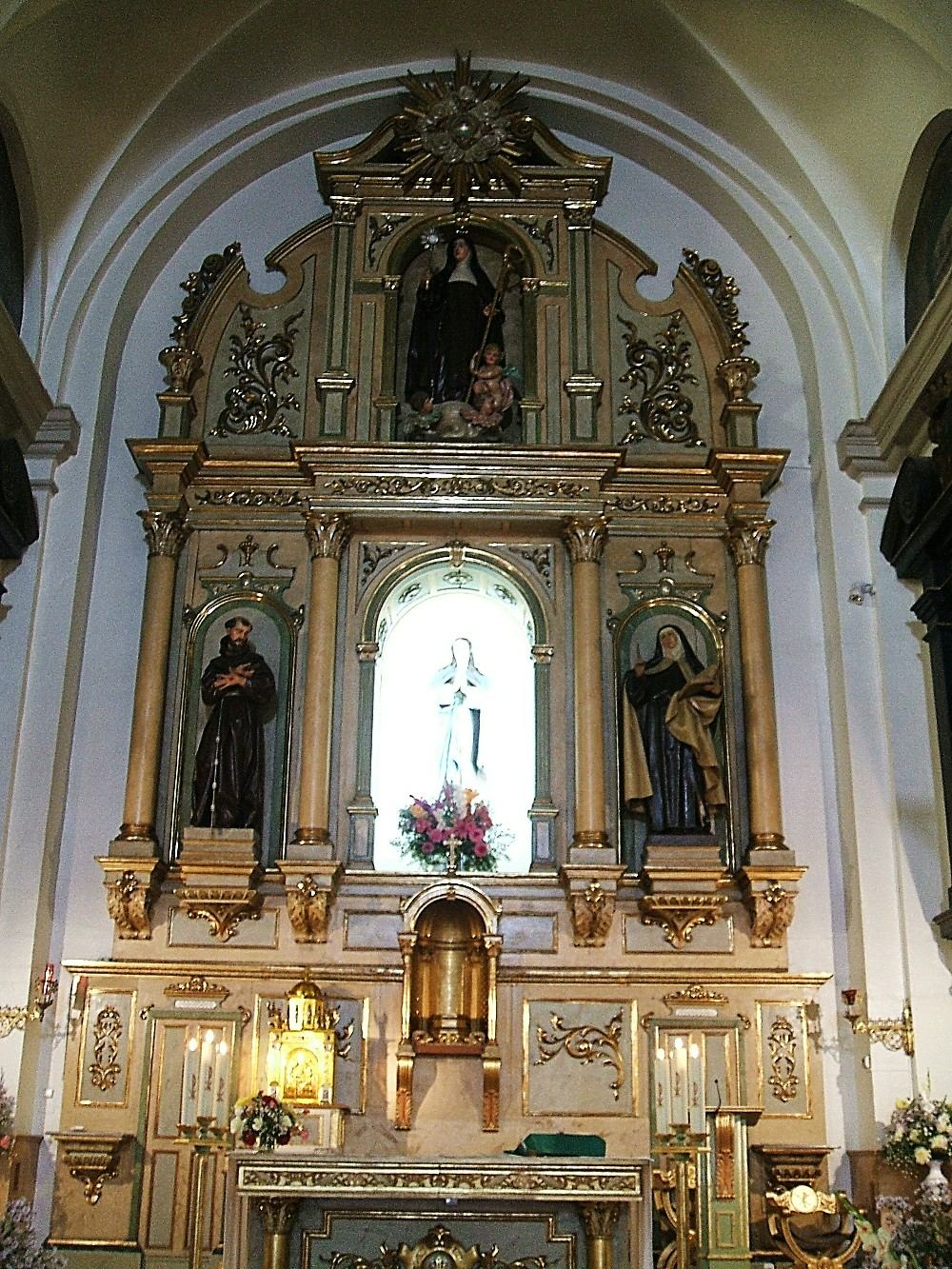
Retablo mayor
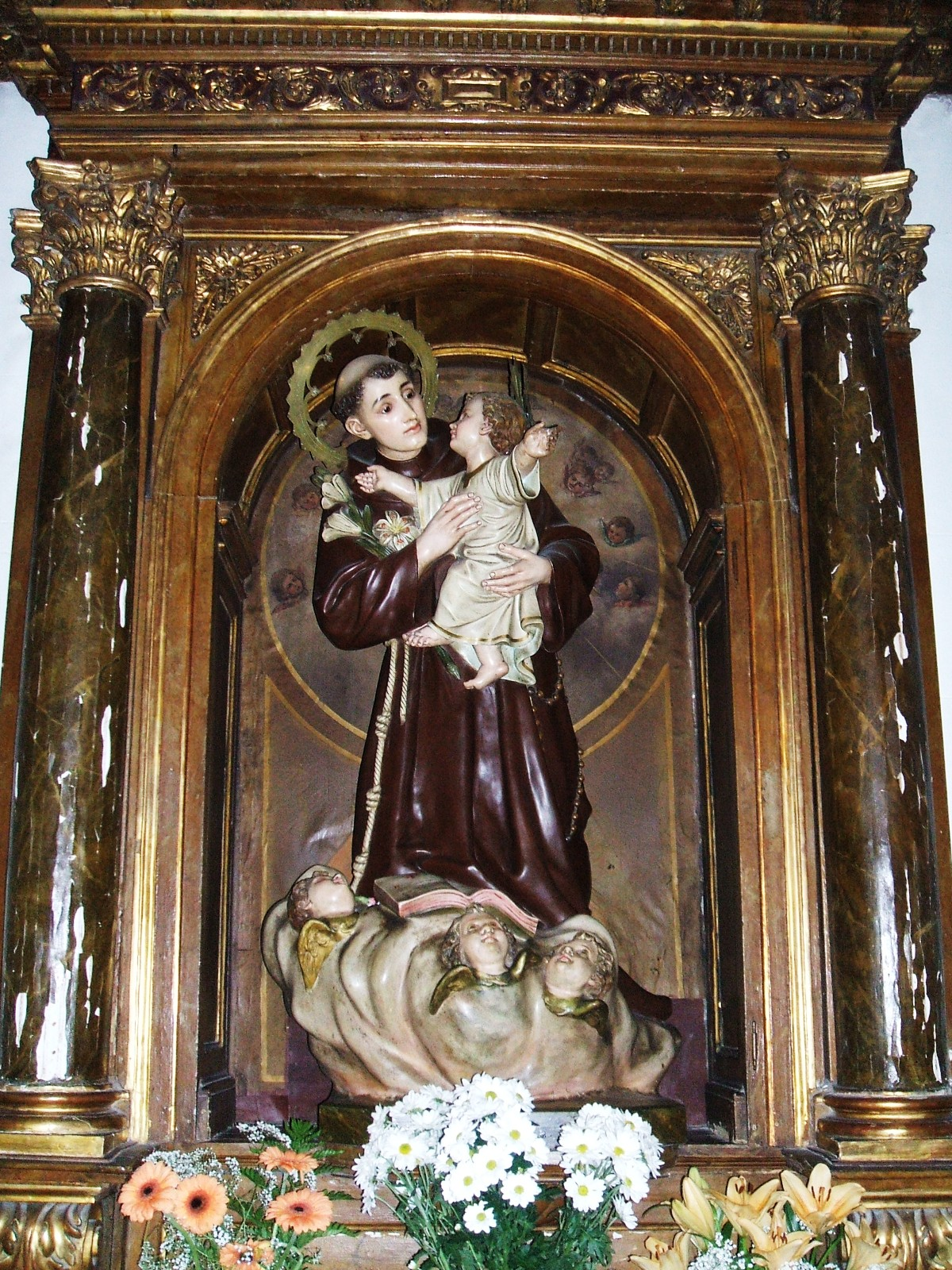
Retablo de San Antonio de Padua
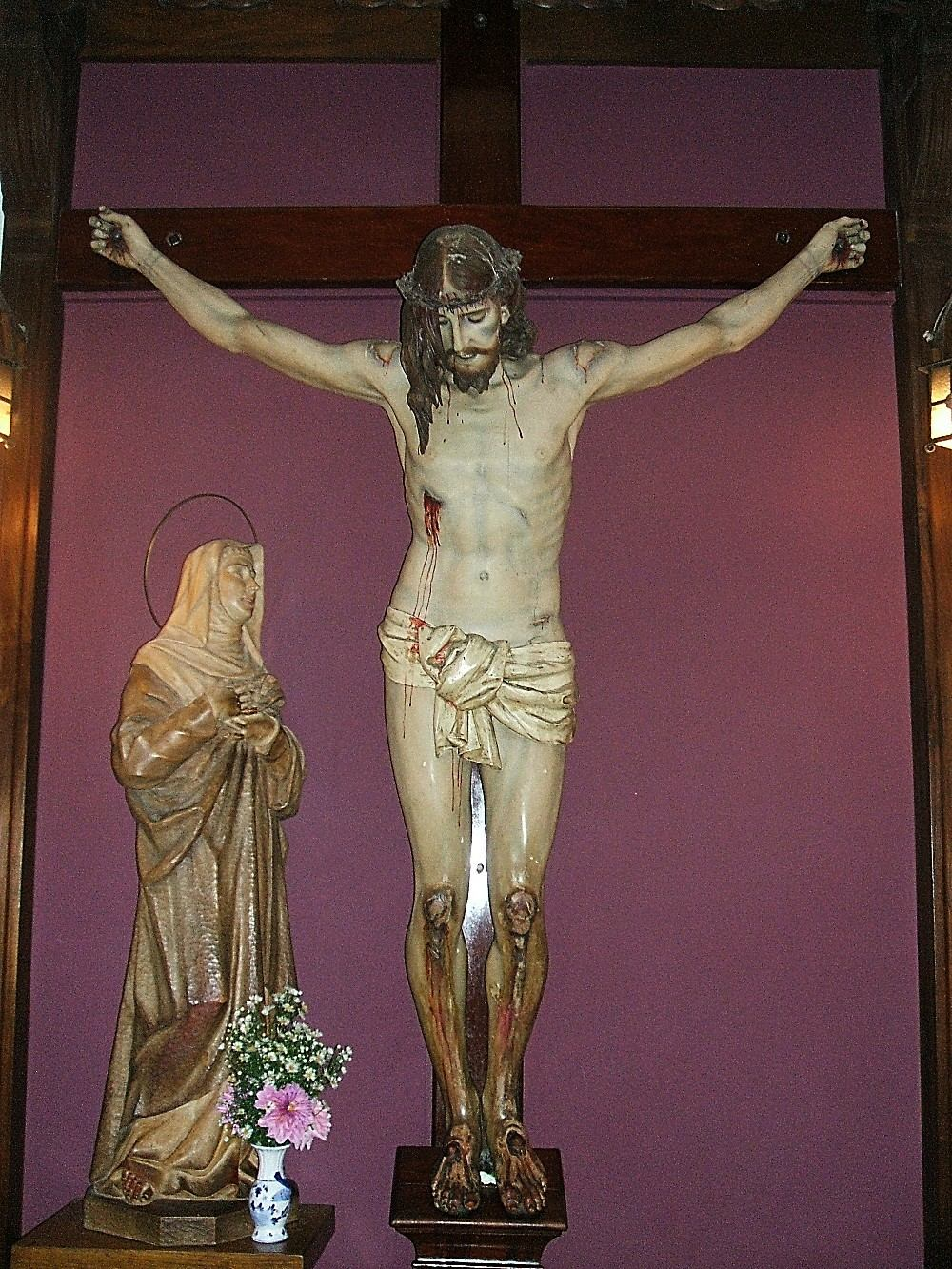
Crucificado
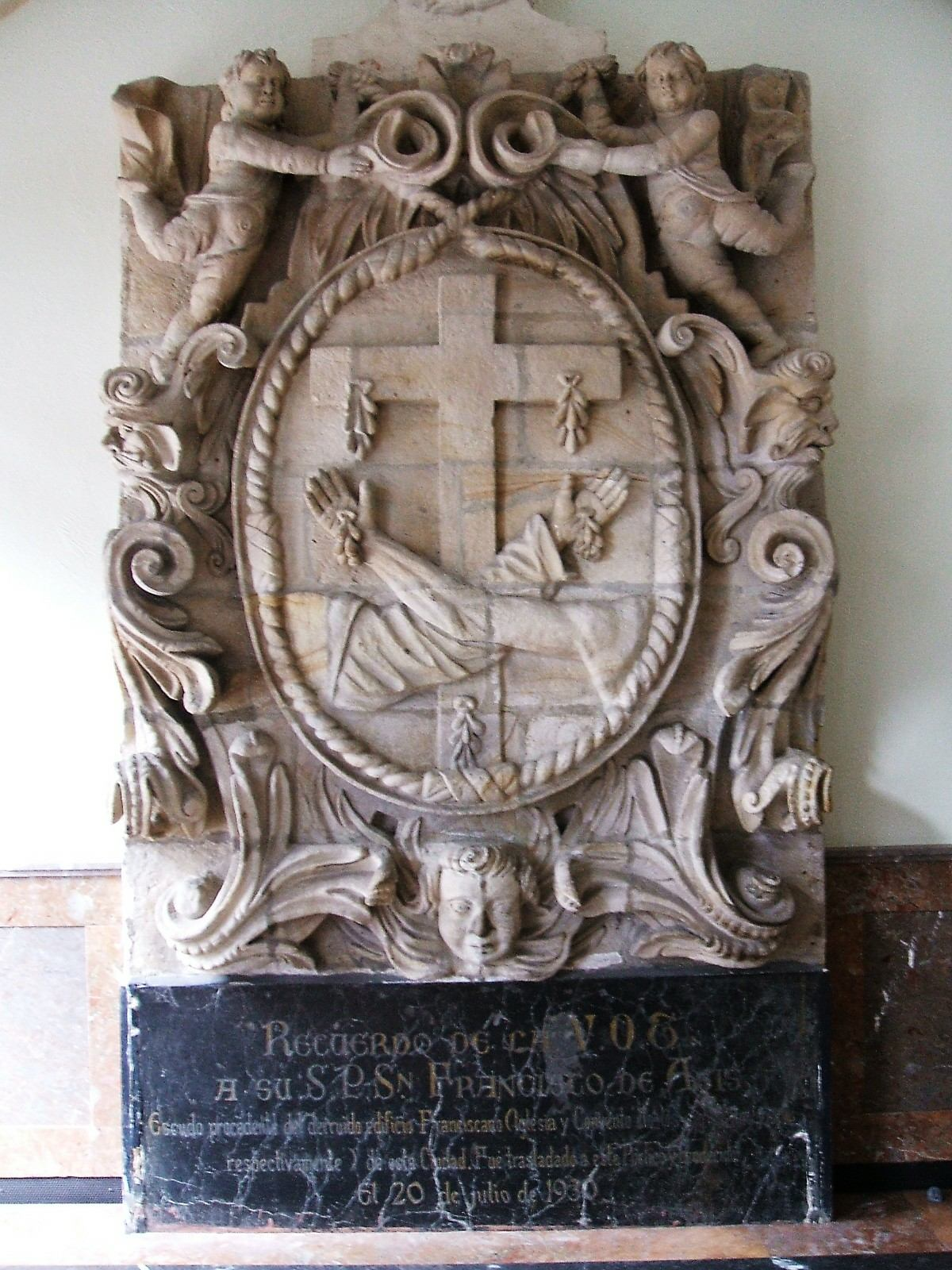
Escudo franciscano
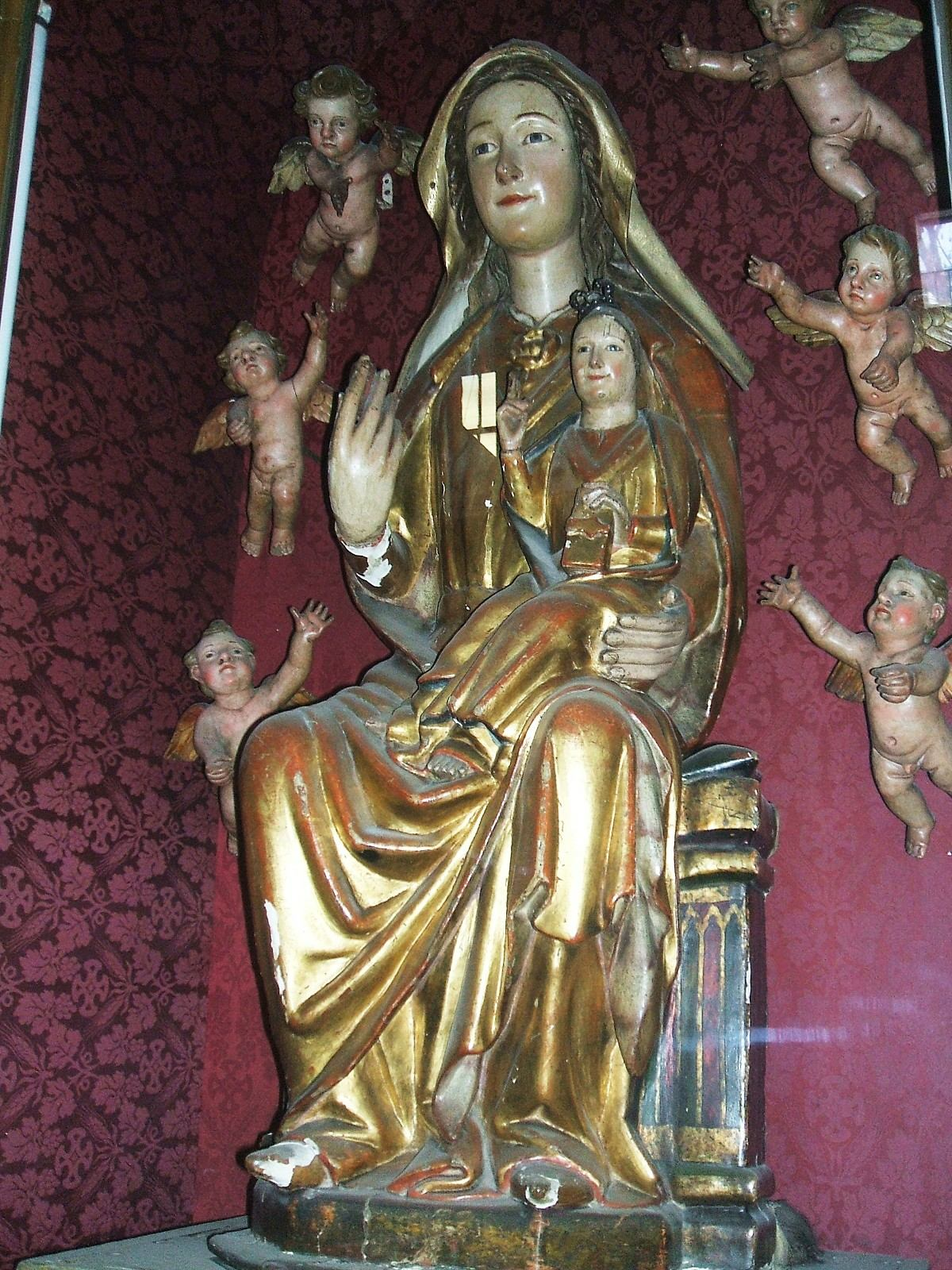
Virgen de los Remedios